# Arsenal de Bourges
Pour les articles homonymes, voir Bourges.
L'arsenal de Bourges est un établissement de fabrication d'armement situé à Bourges dans le Cher.
Les constructions d'armement ont fait une part importante de la prospérité de Bourges au XIXe siècle et le début du XXe siècle, mais cette mono-industrie, qui a attiré une population importante décroît progressivement depuis la Seconde Guerre mondiale et plus particulièrement depuis la fin de la guerre froide, malgré la production des chars Leclerc.

## Historique

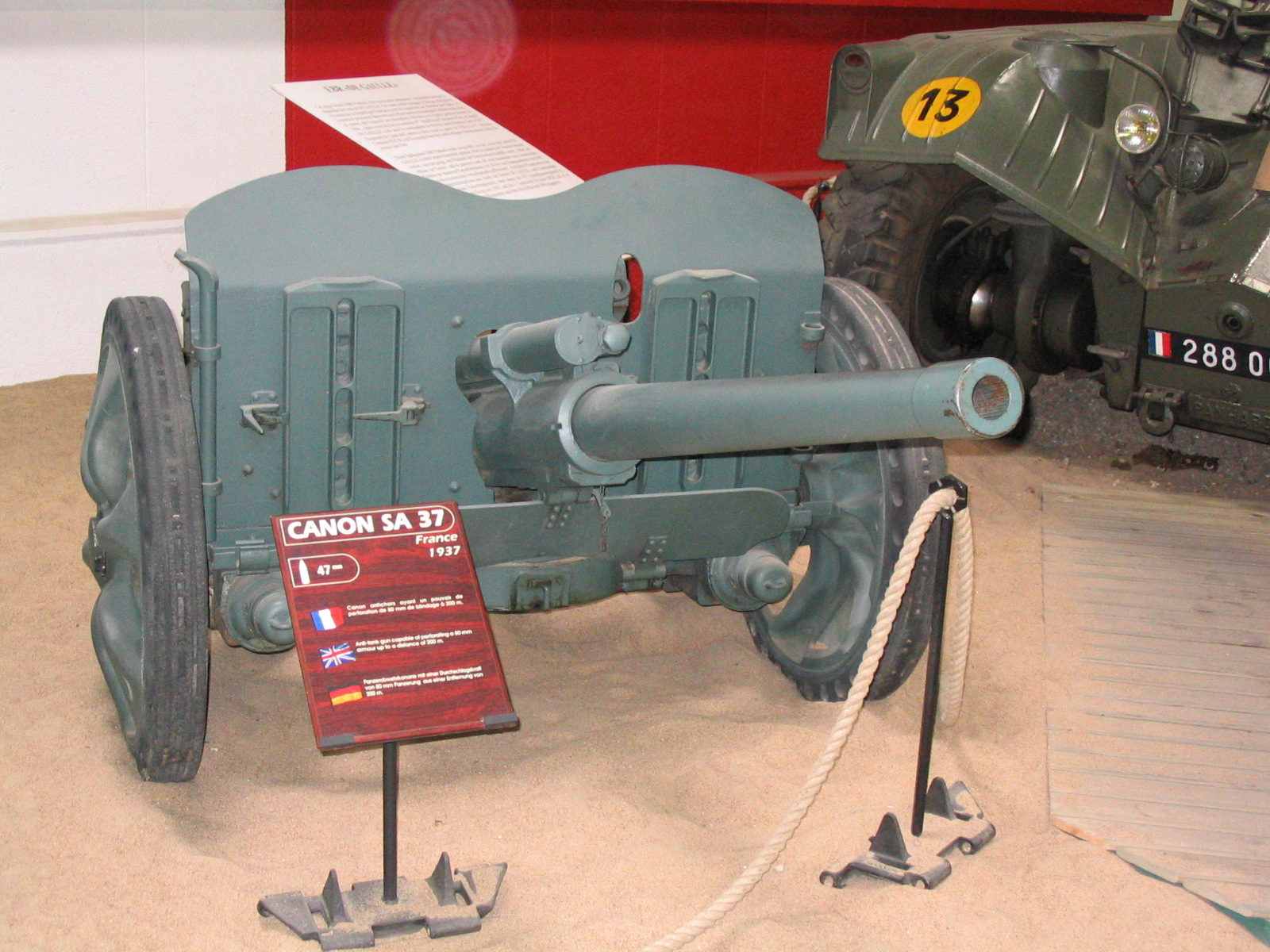
Canon antichar de 47 mm modèle 1937 produit à l’arsenal de Bourges.

L'implantation de cette industrie fait suite à celle du 12e régiment d'artillerie en 1834, qui a compté 1 400 militaires et 1 300 chevaux, puis un dépôt d'artillerie en 1845, favorisé par l'arrivée du chemin de fer en 1847, faisant de Bourges un centre d'approvisionnement de l'armée, complété en 1853 par l'installation d'un premier Champ de tir du polygone, initialement de 2 km, qui sera largement agrandi ensuite, pour atteindre 35 km de long.
L'installation de la Fonderie impériale des canons de Bourges en 1860, vient de la volonté de Napoléon III que soient fabriqués des canons en fonte puis en acier. Elle devient l'Atelier de construction de Bourges (ABS) en 1870, complété par l'installation de l'École centrale de pyrotechnie précédemment installée à Metz.
Le développement de cette industrie atteindra son apogée avec la Première Guerre mondiale avec un effectif passant de 729 ouvriers en 1914 à 8 376 en 1918 avec une cadence de fabrication atteignant quarante canons de 75 mm par jour, soit 3 000 exemplaires et attirant une population estimée à 23 000 personnes. Y sont alors produits les canons de 75 Modèle 1897 mais aussi les obusiers de 155 mm Rimailho et le canon de 65 mm de montagne.
Son importance persiste entre les deux guerres avec en particulier la production d'un canon anti-aérien, mais le 17 juin 1940, les usines sont évacuées, juste avant l'occupation de la France par l'Allemagne, englobant les usines d'intérêt stratégique avec l'appropriation par l'Allemagne des stocks considérables de matière première (étain, zinc et acier) et les 3 700 machines qui seront démontées et transférées rapidement outre-Rhin, de même qu'une bonne partie des ouvriers réquisitionnés dans le cadre du Service du travail obligatoire.
La reprise après guerre est difficile. Les ateliers de construction et de pyrotechnie sont fusionnés dans l'EFAB en 1967 au sein d'un regroupement de 10 arsenaux d'État dénommé GIAT (Groupement Industriel de l'Armement Terrestre), privatisé par la suite sous la dénomination « GIAT Industries » en 1990, pour finalement devenir Nexter.
Malgré la fabrication des canons de 155 et des canons de 120 équipant les chars Leclerc, les plans de restructuration se succèdent, avec une décroissance des effectifs, passant de 1 100 en 1990 à 570 en 2006.

## Évolution
Henri Périer de Lahitolle, lieutenant-colonel de l'artillerie, inventeur du canon de 95 mm, est le directeur des établissements militaires de Bourges en 1875.
L'arsenal, appelé « Fonderie impériale de canon » à sa création en 1860 (la construction du premier canon a lieu en 1866), devient en 1871, après la chute du Second Empire, la « Fonderie de canons de Bourges » (abréviation : FBS, pour Fonderie de canons de Bourges). Il fusionne en 1903 avec l'« Arsenal » fondé en 1871, renommé « Arsenal de construction » en 1881.
Le site industriel prend en 1912 le nom d'Atelier de construction de Bourges (abréviation : ABS, pour Atelier de construction de Bourges). Il est devenu en 1967 l'Établissement de fabrication d'armement de Bourges (EFAB) puis, en 1990, le centre de Bourges de GIAT Industries et, depuis 2006, Nexter.
Le site historique des ateliers, boulevard Lahitolle, accueille aujourd'hui le Centre de formation de la Défense (CFD).

## Productions
L'arsenal de Bourges a produit :
- Le canon de 105 court mle 1935 B

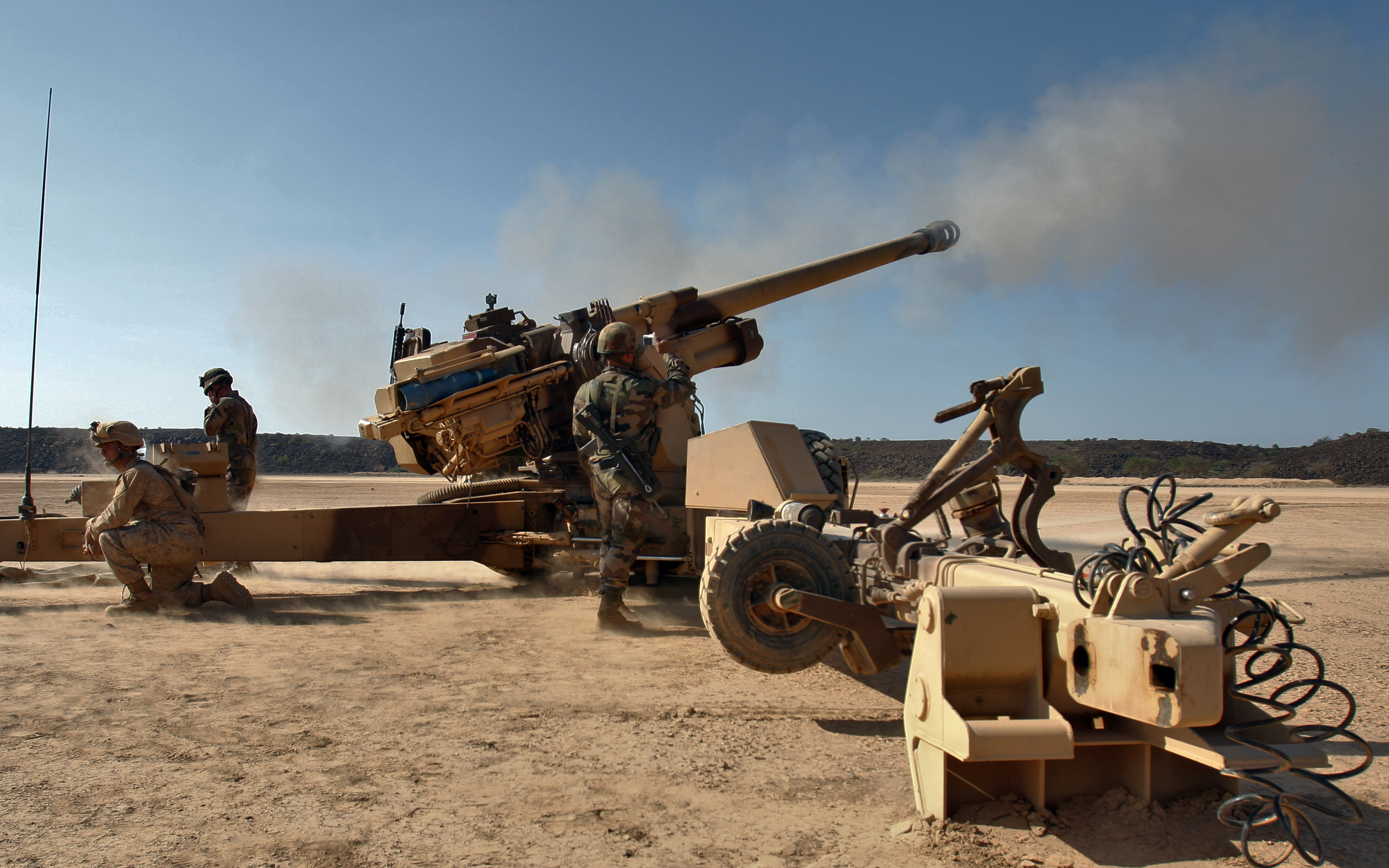
Canon TRF1 de 155 mm déployé par le 5e RIAOM à Djibouti.

- Le canon antichar de 47 mm modèle 1937.
- L'obusier de 105 mm modèle 1950
- L'obusier de 155 mm modèle 1950
- Le canon TRF1 de 155 mm.

L'arsenal de Bourges disposait également d'un bureau de conception. On y a conçu :
- Des mortiers de 120 mm sur le modèle du Granatwerfer 42 allemand [8].
- Le CN-105 F1, qui équipait les AMX-30.
- Le GIAT CN120-26 qui équipe les chars Leclerc.